# GKS 경기장

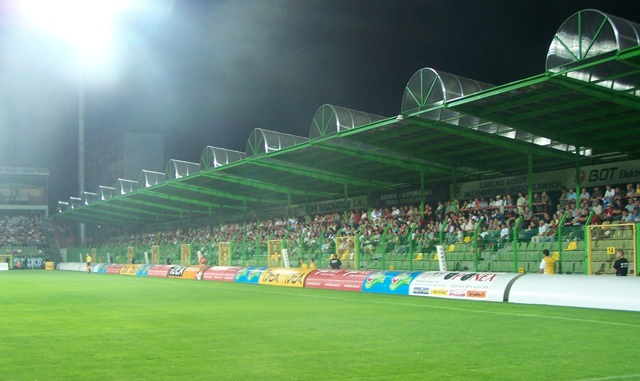
GKS 경기장 전경

GKS 경기장(Stadion GKS) 또는 GIEKSA 아레나(GIEKSA Arena)는 다목적 경기장으로 폴란드의 베우하투프에 위치한 경기장이다.
이 경기장은 현재 대부분 축구 경기를 하는데 사용되고 있으며, 폴란드 축구 클럽인 GKS 베우하투프가 홈구장으로 사용하고 있다.
경기장의 수용인원은 6,870명이고, 1977년에 건립되었다.